# Lake Eyre
Der Lake Eyre (dt. „Eyresee“; in der Sprache der Aborigines: Kati-tanda; offizieller Name Kati Thanda–Lake Eyre) ist bei den wenigen Gelegenheiten, bei denen er gefüllt ist, der größte See und mit 17 m unter dem Meeresspiegel der tiefste Punkt Australiens.
Seine größte Ausdehnung kann 9690 km² betragen (etwa so groß wie Kärnten oder halb so groß wie Sachsen). Der Salzsee ist der Mittelpunkt des ausgedehnten Lake Eyre Basins. Dieses Einzugsgebiet hat eine Fläche von 1.164.063 km². Damit ist er der größte ephemere See der Welt.

## Name
Der See wurde von Europäern nach dem britischen Forscher Edward John Eyre benannt, der ihn 1840 als erster Europäer zu Gesicht bekam. Im Dezember 2012 wurde der offizielle Name geändert, und ‘Lake Eyre’ hinter den traditionellen Namen der australischen Ureinwohner gestellt.

## Geographie
Der See befindet sich in den ariden Gebieten in der Mitte Australiens, im Norden des Bundesstaates South Australia. Das Eyre-Becken, eine Salztonebene, umgibt die Ebene des Sees. Der Wasserstand des Sees in der tiefsten Stelle der Ebene ist stark von den klimatischen Gegebenheiten abhängig. Auch in Trockenzeiten bleibt gewöhnlich etwas Wasser zurück, das sich in mehreren einzelnen Seen sammelt (nördlicher und südlicher Eyre-See als größte Teilseen, durch den „Goyderkanal“ miteinander verbunden). Während der Regenzeit bringen die Flüsse Wasser aus dem Outback in Queensland im Nordosten. Die Regenmenge des Monsuns bestimmt maßgeblich, wie viel Wasser den See erreicht und wie tief er wird. Dazu kommen hin und wieder Schwankungen durch mäßige Überschwemmungen wegen Regens in der Umgebung. Alle drei Jahre etwa kommt es zu einem Wasserpegel von 1,5 Metern, einmal pro Jahrzehnt zu einem Stand von 4 Metern. Circa viermal pro Jahrhundert ist der See ganz oder annähernd gefüllt. Gegen Ende des folgenden Sommers ist der größte Teil des Wassers bereits wieder verdunstet.

## Nutzung
Wenn der Wasserstand es erlaubt, wird durch Mitglieder des Lake Eyre Yacht Clubs auf dem See auch gesegelt. Donald Campbell nutzte die Salzebene des Sees, um mit dem Bluebird CN7 einen Landgeschwindigkeitsrekord zu erzielen.